# Éditions 2042
Les Éditions 2042, anciennement Éditions 2024, sont une maison d'édition de bande dessinée française créée en 2010 par Olivier Bron et Simon Liberman.

## Historique
La maison d'édition Éditions 2024 est fondée en 2010 à Strasbourg par deux anciens élèves des Arts décoratifs de Strasbourg, Olivier Bron et Simon Liberman. Ils souhaitent « créer un catalogue de livres illustrés et de bandes-dessinées, accompagner des démarches d’auteurs cohérentes, et soigner la fabrication des livres », tout en établissant un lien étroit avec leur ville d'implantation et les libraires diffusant leur livre. La société publie initialement trois à quatre ouvrages par an. Parmi les auteurs publiés, on trouve Matthias Picard, Simon Roussin, Léon Maret, Tom Gauld...
Jim Curious de Matthias Picard, bande dessinée muette en relief, publiée en 2012, est salué par la critique, et est sélectionné dans les Pépites BD de Montreuil ainsi que dans la sélection Jeunesse du Festival d'Angoulême 2013.
Depuis 2020, les ouvrages de l'éditeur ont été récompensés à la Foire du livre de jeunesse de Bologne, foire internationale de littérature jeunesse, qui récompense des ouvrages de son prestigieux Prix BolognaRagazzi : en 2020, une "Mention" au Prix BolognaRagazzi dans la catégorie Fiction ; en 2021 une "Mention" dans la catégorie Première œuvre, et la même année, le Prix BolognaRagazzi dans la catégorie Comics - Young Adult pour Le Discours de la Panthère de Jérémie Moreau.
En janvier 2025, la maison d'éditions, anciennement nommée « Éditions 2024 », annonce changer son nom pour s'appeler désormais « Éditions 2042 ».

## Activités éditoriales
Outre les nouveautés, la société réédite des livres anciens, par exemple deux livres de Gustave Doré, Des-agréments d'un voyage d'agrément (1851) et L'Histoire de la Sainte Russie (1854), respectivement en 2013 et en 2014.
Elle produit également des expositions fondées sur les livres publiés. L'exposition Jim Curious a ainsi été montrée au Festival d'Angoulême, à La Ferme du Buisson lors du Festival Pulp, ainsi que dans diverses médiathèques. Lignes, de Guillaume Chauchat, a été montée au Festival d'Angoulême ainsi qu'au Festival BD de Colomiers en novembre 2015.
Les éditions 2042 proposent des livres pour enfants avec la collection « 4048 ».

## Ouvrages primés

### Récompenses reçues
- 2018 : Prix du Jury PULP 2018 pour Crépuscule de Jérémy Perrodeau
- 2019 : Prix du Patrimoine au Festival d'Angoulême 2019 pour Les Travaux d'Hercule de Gustave Doré[15]
- 2021 : Prix international de la Foire du livre de jeunesse de Bologne, catégorie Comics - Young Adult pour Le Discours de la Panthère de Jérémie Moreau[16]
- 2021 : Mention Fiction à la Foire du livre de jeunesse de Bologne pour Le Roi de la Lune de Bérengère Cournut et Donatien Mary[17].
- 2021 : Special Mention Opera Prima 2021 à la Foire du livre de jeunesse de Bologne pour Guide de Survie dans la jungle de Shuo Hao[18].
- 2021 : Prix Jeunesse 8-12 ans au Festival d'Angoulême 2021 pour Le Club des Amis tome 1 de Sophie Guerrive[19]
- 2021 : Prix Révélation Livre Jeunesse 2021 de l'ADAGP pour Papa Ballon de Saehan Parc[20]
- 2022 : Fauve du Public France Télévisions au Festival d'Angoulême 2022 pour Le Grand Vide de Léa Murawiec[20]
- 2021 : Prix Cases d'Histoire pour Des vivants de Raphaël Meltz, Louise Moaty et Simon Roussin[21]
- 2021 : Prix René-Goscinny du Jeune Scénariste pour Des vivants de Raphaël Meltz, Louise Moaty et Simon Roussin[20]
- 2022 : Prix Spécial du Jury du Festival d'Angoulême 2022 pour Des vivants de Raphaël Meltz, Louise Moaty et Simon Roussin[20]

### Sélections
- 2012 : Sélection officielle du Festival d'Angoulême 2012 pour Lemon Jefferson et la grande aventure de Simon Roussin
- 2012 : Sélection officielle jeunesse du Festival d'Angoulême 2013 pour Jim Curious, Voyage au cœur de l'océan de Matthias Picard
- 2014 : Sélection officielle (Polar) du Festival d'Angoulême 2014 pour Heartbreak Valley de Simon Roussin
- 2015 : Sélection officielle du Festival d'Angoulême 2015 pour Vous êtes tous jaloux de mon jetpack de Tom Gauld
- 2017 : Sélection officielle du Festival d'Angoulême 2017 pour Police lunaire de Tom Gauld
- 2017 : Sélection officielle du Festival d'Angoulême 2017 pour Tulipe de Sophie Guerrive
- 2018 : Sélection officielle du Festival d'Angoulême 2018 pour Crépuscule de Jérémy Perrodeau
- 2018 : Sélection officielle du Festival d'Angoulême 2018 pour Dans l'infini de G. Ri
- 2018 : Sélection officielle du Festival d'Angoulême 2018 pour Les Voyages de Tulipe de Sophie Guerrive
- 2019 : Sélection officielle du Festival d'Angoulême 2019 pour Xibalba de Simon Roussin[22].
- 2021 : Sélection officielle du Festival d'Angoulême 2021 pour le Prix Jeunesse en catégorie 12 16 ans pour Le Discours de la Panthère de Jérémie Moreau

## Expositions
- Jim Curious (Jour), d'après le livre de Matthias Picard, montée au Festival BD-FIL de Lausanne (2013), au Salon du Livre Jeunesse de Saint-Priest (2013), aux Rencontres du neuvième art d'Aix-en-Provence (2014)...
- Jim Curious (Nuit) : Festival Sismics à Sierre (2011), Festival de la bande dessinée de Colomiers (2012), Médiathèque Malraux de Strasbourg (2013)...
- Les Derniers Dinosaures, d'après le livre de Didier de Calan et Donatien Mary, montée au Festival d'Angoulême (2011), aux Rencontres du neuvième art d'Aix-en-Provence (2012).
- Lignes, d'après le travail de Guillaume Chauchat, montée au Festival d'Angoulême (2015)
- La Chaîne du Livre selon 2024, montée au Festival Formula Bula de Saint-Ouen en 2012
- Exotiques, créée par le collectif Les Rhubarbus, montée au Syndicat Potentiel à Strasbourg (2012), au Festival de la bande dessinée de Colomiers (2014)
- 179X : Révolution !, d'après Canne de fer et Lucifer de Léon Maret, montée au Festival d'Angoulême (2013) et au Festival de la bande dessinée de Colomiers (2013)
- Le Bal des Bourglout's, d'après Le Premier Bal d'Emma, avec Sophie Dutertre, Maison Fumetti, Festival Fumetti (2017), Nantes.